# Więckowice (Grande-Pologne)
Pour les articles homonymes, voir Więckowice.
Więckowice (prononciation : [vjɛnt͡skɔˈvit͡sɛ], en allemand : Fischweiler) est un village polonais de la gmina de Dopiewo dans le powiat de Poznań de la voïvodie de Grande-Pologne dans le centre-ouest de la Pologne.
Il se situe à environ 6 kilomètres au nord-ouest de Dopiewo (siège de la gmina) et à 20 kilomètres à l'ouest de Poznań (siège du powiat et capitale régionale).

## Histoire
De 1975 à 1998, le village faisait partie du territoire de la voïvodie de Poznań.

Depuis 1999, Więckowice est situé dans la voïvodie de Grande-Pologne.
Le village possède une population de 736 habitants en 2015.